# Cryphia perfusa
Cryphia perfusa là một loài bướm đêm trong họ Noctuidae.